# Puksalanjärvi
Puksalanjärvi eller Puksaljavri eller Puksaljävri är en sjö i Finland. Den ligger i kommunen Utsjoki i landskapet Lappland, i den norra delen av landet, 1 100 km norr om huvudstaden Helsingfors. Puksaljävri ligger 75,6 meter över havet. Omgivningarna runt Puksalanjärvi är i huvudsak ett öppet busklandskap. Arean är 33,7 hektar och strandlinjen är 4,33 kilometer lång. Sjön  ingår i Tana älvs huvudavrinningsområde. 